# Dolichopeza palifera
Dolichopeza palifera är en tvåvingeart som beskrevs av Alexander 1958. Dolichopeza palifera ingår i släktet Dolichopeza och familjen storharkrankar.
Artens utbredningsområde är Sri Lanka. Inga underarter finns listade i Catalogue of Life.